# Sergiu Nicolaescu

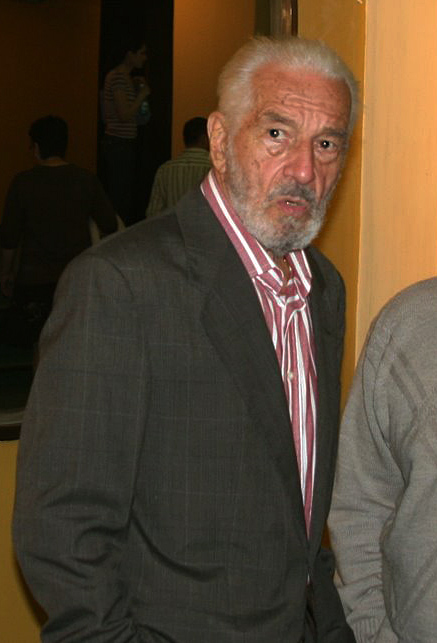
Nicolaescu 2008

Sergiu Nicolaescu, född 13 april 1930 i Târgu Jiu, död 3 januari 2013, var en rumänsk filmregissör, skådespelare och politiker. Nicolaescu regisserade ett 50-tal filmer. Under 1970-talet gjorde han flera filmer som har blivit klassiker i Rumänien, som det historiska dramat Mihai Viteazul från 1971, om Mikael den tappre, och förväxlingsfarsen Nea Mărin miliardar från 1979. I samband med rumänska revolutionen 1989 blev han politisk engagerad. År 1992 blev han invald i Rumäniens senat, där han företrädde Socialdemokratiska partiet under 20 års tid.

## Regi i urval
- Dacii (1967)
- Mihai Viteazul (1971)
- Atunci i-am condamnat pe toți la moarte (1972)
- Cu mîinile curate (1972)
- Ultimul cartuș (1973)
- Nemuritorii (1974)
- Un comisar acuză (1974)
- Osînda (1976)
- Revanșa (1978)
- Nea Mărin miliardar (1979)
- Ultima noapte de dragoste (1980)
- Duelul (1981)
- Mircea (1989)
- Orient Express (2004)
- 15” (2005)
- Supraviețuitorul (2008)
- Poker (2010)
- Ultimul corupt din România (2012)